# غريغ كوكرين
غريغ كوكرين (بالإنجليزية: Greg Cochrane)‏ (1 نوفمبر 1990 في الولايات المتحدة - ) هو لاعب كرة قدم أمريكي في مركز الدفاع. لعب مع شيكاغو فاير ولوس أنجلوس غلاكسي ونادي سانت لويس ونادي سان أنطونيو وCentral Jersey Spartans ‏ وريدينغ يونايتد إيسي.

## روابط خارجية
- غريغ كوكرين على موقع الدوري الأمريكي (الإنجليزية)
- غريغ كوكرين على موقع قاعدة بيانات كرة القدم.إي يو (الإنجليزية)
- غريغ كوكرين على موقع Soccerway.com (الإنجليزية)
- غريغ كوكرين على موقع AS.com (الإسبانية)